# 米村亮太朗
米村 亮太朗（よねむら りょうたろう、本名：米村 亮太郎〈読みは同じ〉、1977年8月4日 - ）は、日本の俳優。熊本県八代市出身。劇団ポツドール所属。所属事務所はマッシュ。

## 略歴・人物
熊本県立八代高等学校、早稲田大学政治経済学部卒業。
大学在学中に劇団ポツドールの三浦大輔と出会い、第5回公演に参加し、全ての公演に出演。
身長177cm。体重65kg。趣味は総合格闘技。特技は空手。
熊本朝日放送元アナウンサーの舩津真弓は高校時代の同級生。

## 出演

### 舞台

#### ポツドール公演
- 『騎士クラブ〜涙のピンク映画撮影会〜』（2000年）
- 『身体検査〜恥ずかしいけど、知ってほしい〜』（2001年）
- 『メイク・ラブ〜ラブホテル完全生中継!〜』（2001年）
- 『騎士クラブ〜夢ならこのままさめないで〜』（再演）（2002年）
- 『熱帯ビデオ〜燃えてメイキング!!〜』（2002年）
- 『男の夢』（2002年）
- 『激情』（2004年）
- 『ANIMAL』（2004年）
- 『愛の渦』（2005年）
- 『夢の城』（2006年）
- 『女のみち』女シリーズvol.1（第14.5回公演）（2006年）
- 『恋の渦』（2006年）
- 『激情』（再演）（2007年）
- 『人間♥失格』（2007年）
- 『女の果て』女シリーズvol.2（2007年）
- 『顔よ』（2008年）
- 『愛の渦』（再演）（2009年）

#### 外部出演
- 毛皮族「おこめ」（2007年）
- 『恋する妊婦』（2008年）
- ドリアングレイの肖像（2009年）
- PARCOプロデュース「裏切りの街」（2010年）
- 「THE SHAPE OF THINGS」（2011年）
- PARCOプロデュース「母に欲す」（2014年）
- 『禁断の裸体』（2015年）
- 『娼年』（2016年8月26日 - 9月15日、東京 / 大阪、福岡）[2] - 田嶋進也 役
- 城山羊の会『石橋けいのあたしに触らないで！』（2020年12月17日 - 27日、小劇場B1）- 奥田 役
- 裏切りの街（2022年3月12日 - 27日、新国立劇場 中劇場 / 2022年3月31日 - 4月3日、COOL JAPAN PARK OSAKA WWホール 仕切り直し上演） - 田村修 役[3]
- Bunkamura Production 2024『ハザカイキ』（2024年3月31日 - 4月22日、THEATER MILANO-Z / 4月27日 - 5月6日、森ノ宮ピロティホール）[4]

### テレビドラマ
- 劇団演技者。（2004年、2006年）
- 富豪刑事デラックス 第3話（2006年）
- Xenos 見知らぬ人（2007年） - トミー 役
- さば（2008年）
- 週刊真木よう子 第7話（2008年） - 片岡 役
- 土曜ドラマ・33分探偵 第1話（2008年）
- 猿ロック（2009年） - 凖レギュラー・三島 役
- チャレンジド（2009年）
- 浅見光彦〜最終章〜 第7話（2009年） - 池田博之 役
- 深夜食堂 第9話（2009年） - 風間ミッチェル 役
- 水曜ミステリー9・落としの鬼 刑事 澤千夏1（2012年） - 加藤渉 役
- NHKスペシャル・未解決事件 file.02 オウム真理教（2012年） - 村井秀夫 役
- たぶらかし-代行女優業・マキ- 第3話（2012年） - 金田豪 役
- 梅ちゃん先生 第4週（2012年） - 闇市の男 役
- いつか陽のあたる場所で（2013年） - 野川正也 役
- 福家警部補の挨拶 第10話（2014年） - 金沢肇 役
- 大河ドラマ（NHK）
  - 軍師官兵衛（2014年） - 九条兼孝 役
  - 青天を衝け（2021年） - 田口卯吉 役
- 相棒 season13 第7話（2014年） - 田無昌平 役
- 警部補・杉山真太郎〜吉祥寺署事件ファイル 第5話（2015年） - 山崎淳平 役
- びったれ!!! 第6話（2015年） - 咲田朝夫 役
- 刑事7人（2016年 - ） - 久喜鉄平 役
- 警視庁・捜査一課長（2018年） - 戸間漣 役
- 絶対零度〜未然犯罪潜入捜査〜 第1話（2018年） - 西田俊 役
- グッド・バイ（2018年7月15日 - 9月30日、テレビ大阪） - 黒沼 役
- イアリー 見えない顔（2018年）
- SUITS/スーツ（2018年） - 佐橋哲平 役[5]
- 警視庁ゼロ係〜生活安全課なんでも相談室〜（2019年） - 井上寛太 役
- 日曜プライム 西村京太郎トラベルミステリー71（2020年） - 倉岡銀次 役
- 行列の女神〜らーめん才遊記〜 第4話（2020年5月11日、テレビ東京） - 不動産屋 役
- 月曜プレミア8 横山秀夫サスペンス「モノクロームの反転」（2020年11月9日、テレビ東京） - 弓岡雄三 役
- イチケイのカラス（2021年） - 原口秀夫 役
- 全領域異常解決室 第1話（2024年10月9日、フジテレビ） - 落合健太郎 役[6]

### 映画
- 『腑抜けども、悲しみの愛を見せろ』（2007年）
- 『歓喜の歌』（2008年）
- 『砂の影』（2008年）
- 『銀色の雨』（2009年）
- 『ボーイズ・オン・ザ・ラン』（2010年）
- 『ソラニン』（2010年）
- 『希望の国』（2012年）
- 『凶悪』（2013年）
- 『ある優しき殺人者の記録』（2014年）
- 『うつくしいひと サバ？』（2016年）[7]
- 『マジックユートピア』（2016年） - 佐藤 役[8]
- 『いっちょんすかん』（2018年） - 田上 役（主演）
- 『寝ても覚めても』（2018年）

### DVD
- 『ブラック・エンジェルズ』（2011年）